# Лотоцький Віталій Зіновійович
Віта́лій Зінові́йович Лото́цький (19 липня 1979, м. Тернопіль — 17 лютого 2015, під Дебальцевим Донецької області) — український військовик, старший сержант роти матеріального забезпечення 128-ї гірсько-піхотної бригади (Мукачеве).

## Життєпис
У 1986—1994 роках навчався в Тернопільській загальноосвітній школі № 22, перейшов у Тернопільській загальноосвітній школі № 19, яку й закінчив у 1997 році.
У листопаді 1997 року призваний у ЗСУ (ВЧ А-3679, курсант, від 20 травня 1998 — у ВЧ А-4106, моторист), демобілізований у травні 1999 року. Присвоєно звання старший сержант.

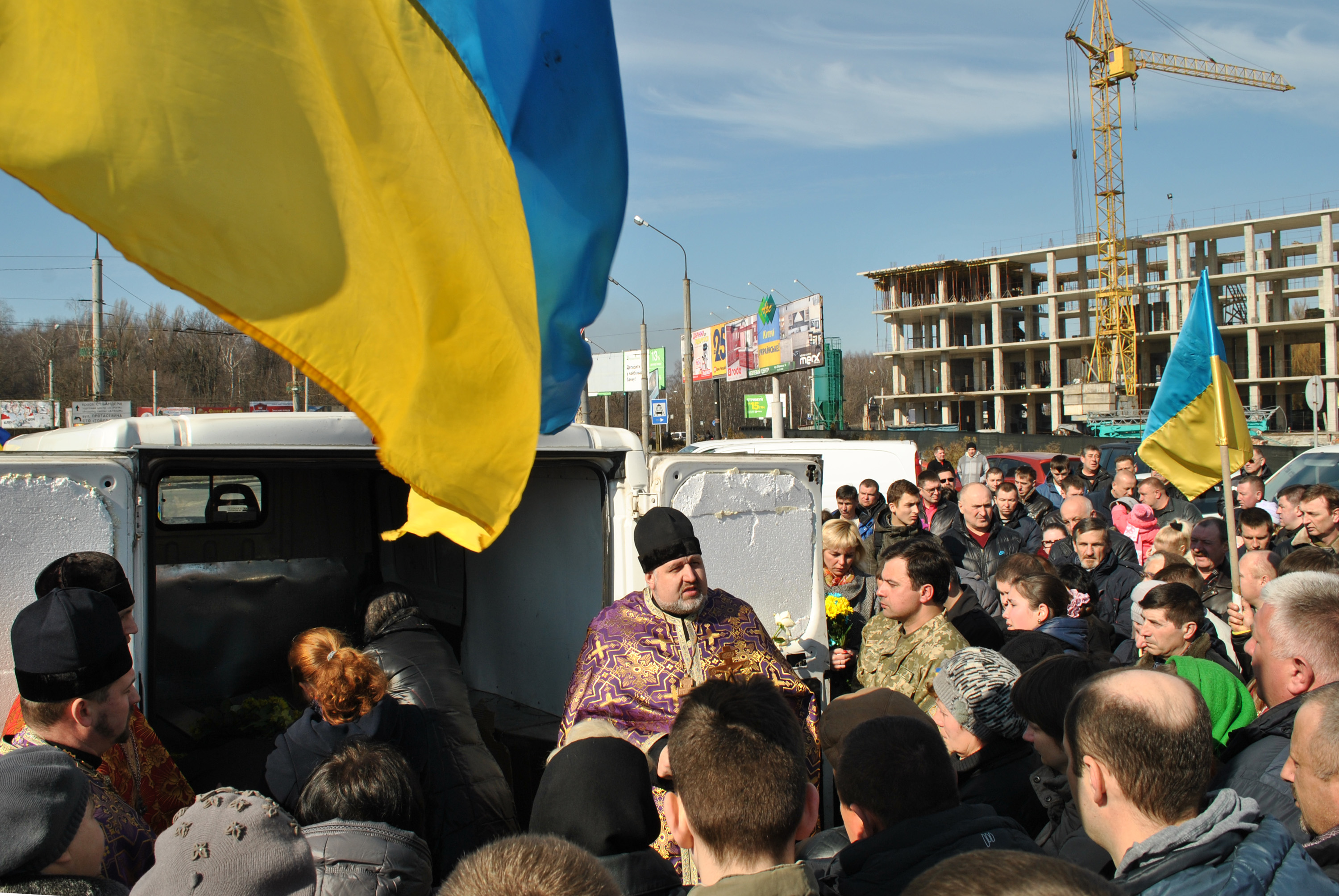
Зустріч у Тернополі тіла воїна-героя Віталія Лотоцького 8 березня 2015 року

Був поранений на блокпосту «Балу» під Дебальцевим 16 лютого, помер 17 лютого 2015. На початку березня упізнаний серед загиблих.

## Вшанування пам'яті
6 травня 2015 року в Тернопільській загальноосвітній школі № 22, де він навчався, колектив школи та гості, серед яких голова Тернопільської ОДА Степан Барна, вшанували героя і відкрили пам'ятний стенд. А 12 листопада — меморіальну дошку на фасаді школи.

### Відзнаки
- За особисту мужність і героїзм, виявлені у захисті державного суверенітету та територіальної цілісності України, посмертно нагороджений орденом «За мужність» ІІІ ступеня[4].
- почесний громадянин Тернопільської області (26 серпня 2022, посмертно)[5];
- «Почесний громадянин міста Тернополя» (2015) — за особисту мужність і високий професіоналізм, який виявлений у захисті державного суверенітету та територіальної цілісності України[6].